# Peckia fulvivitta
Peckia fulvivitta är en tvåvingeart som först beskrevs av Walker 1853.  Peckia fulvivitta ingår i släktet Peckia och familjen köttflugor. Inga underarter finns listade i Catalogue of Life.